# Карагай (Пермский край)
Карага́й — село в Пермском крае Российской Федерации.

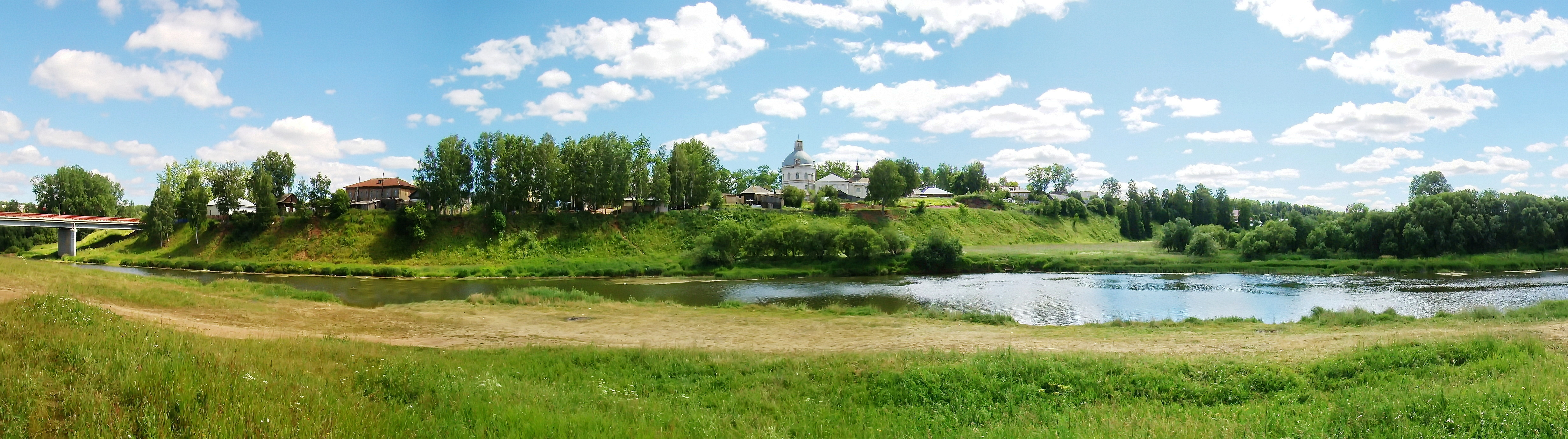

Административный центр Карагайского района Пермского края.

## География
Село расположено на берегу реки Обва.

## История
Карагай — тюркское слово в переводе с башкирского означает «сосна», «сосновый бор», «сосняк». Также переводится как "Черный лес" из-за того, что сосновый бор при любом освещении выглядит черным. Действительно, впервые поселенцы пришли на берег реки Обвы и, среди лесов построив землянки, стали в них жить.
Деревню Карагай с шестью дворами впервые упоминает М. Ф. Кайсаров в переписи 1623—1624 гг. В 1647 году Карагай значится погостом Усольского уезда. В 1715 году село имело в своём подчинении несколько деревень, дворов и изб 160, жителей в них 1248 душ. В 1796 г. передаётся в Оханский уезд.
В 1923 году Карагай стал центром вновь образованного района, однако он ещё долго оставался небольшим, сплошь деревянным селом. Каменных домов было только два: школа при выезде на Ошмаш и домик на берегу реки Обвы, где тогда помещалась библиотека, впоследствии — отделение госбанка. Центром села была большая площадь перед деревянным двухэтажным зданием (бывшая музыкальная школа), в котором были размещены все районные организации — райисполком, райком партии и комсомола, нарсуд и милиция.
В 1926 году в Карагае насчитывалось 126 дворов. На площади села в 1920-х годах летом и зимой проходили ярмарки, на которые съезжались много народу из ближайших и дальних районов. Здесь продавали и покупали зерно, муку, лошадей, крупный и мелкий рогатый скот, мясо, рыбу, шерсть, одежду, обувь, хозтовары. Под звуки гармошки крутилась карусель, стоял ярмарочный балаган.
В 1926 году в Карагае появилось радио, в 1948—1950 годах электричество.

## Население
| 1959 | 1970  | 1979  | 1989  | 2002  | 2010  | 2021  |
| ---- | ----- | ----- | ----- | ----- | ----- | ----- |
| 2604 | ↗3421 | ↗4500 | ↗6339 | ↗6754 | ↘6682 | ↗6716 |

## Экономика
В основе экономики села лежит сельскохозяйственная деятельность. К наиболее важным предприятиям можно отнести колхоз «Россия», АООТ «Молочник», ФГУП «Пермавтодор», АООТ «Карагайская автоколонна», ООО Агрофирма "Победа"

## Достопримечательности

В Карагае есть архитектурная достопримечательность — Храм во имя святителя Тихона Амафунтского (1823 год).
Первое упоминание о церкви в селе Карагай относится к началу XVII века. Из «Пермской летописи» Василия Шишонко известно, что в 1619 году «в селе Карагай построена, со времени основания села первая церковь». Церковь в селе деревянная. 

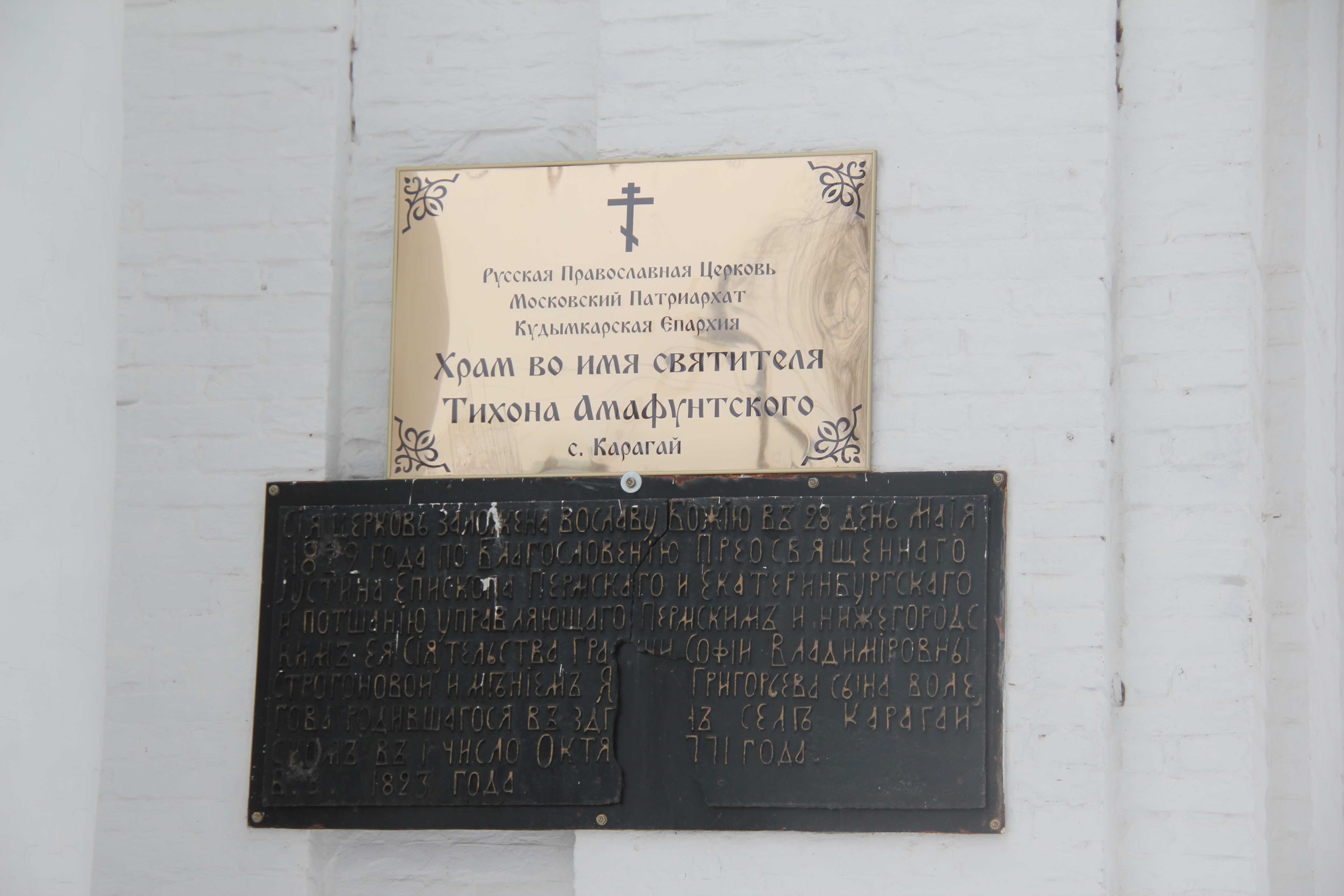

В 1822 году по указанию графини Софьи Владимировны Строгановой и «стараниями прихожан» начинается строительство храма в кирпичном исполнении. О дате начала строительства церкви в селе Карагай свидетельствует сохранившаяся на здании храма закладная плита графов Строгановых. Это чугунная литая плита, датированная 1823 годом. На ней надпись: «Сия церковь заложена во славу Божию в 28 день мая 1822 года по Благословению Преосвященного Устина Епископа Пермского и Екатеринбургского и по указанию управляющего Пермским и Нижегородским Ея Сиятельства Графини Софьи Владимировны Строгановой имения Якова Григорьева сына Волегова родившегося в здешнем селе Карагайском в 1 число октября 1771 года».
Церковь в селе строится 3-х престольная с главным престолом, освященным во имя Святителя Тихона Епископа Амафунтского, празднуется 29 июня по новому стилю. Два боковых придела: на правой стороне в честь Воздвижения креста Господня, празднуется 27 сентября, а на левой — во имя Святых Афанасия и Кирилла Архиепископов Александрийских, празднуется 31 января. Два придела были освящены в 1832 году.
Имя святого Тихона Амафунтского пользовалось глубоким почитанием в России. В честь святителя строились храмы в Москве, Нижнем Новгороде, Казани, других городах и селах.
Для строительства церкви было выбрано самое почетное центральное место, на живописном берегу реки Обва. Контуры храма и его колокольни красиво вписывались в панораму села. Ставилась она на самой высокой площадке и была видна за несколько километров с разных сторон, будь то с дороги или с реки.
21 сентября 1846 года село Карагай посещает граф Сергей Григорьевич Строганов. «Здесь граф ночевал и говорил о разных предметах часа три времени. В 22-е число Граф служил в карагайской церкви Литургию и молебен, после чего направился в путь… в Очер» - пишет Дмитрий Мельников в письме Александру Ефимовичу Теплоухову.
В 1871 году освещается главный престол церкви. На страницах газеты «Пермские епархиальные ведомости» за 1871 год, священник Димитрий Попов, это торжество описывает так: "25 июля сего 1871 года останется надолго памятным для жителей Карагайского села. В этот день по благословению нашего Архипастыря, Преосвященного Антония, епископа Пермского и Верхотурского, благочинным 2-го округа Оханского уезда, священником Димитрием Поповым, в сослужении местных священников: Николая Пьянкова, Иакова Плетнева, Григория Коровина и собравшихся к сему торжеству из других мест священников: Петра Серебреникова, Виталия Попова и Стефана Пьянкова, освящен в Карагайском селе новый летний храм, во имя святого Тихона Амафунтского чудотворца.
«С каким благоговейным вниманием следили богомольцы за омытием и освящением престола! У многих невольно навертывались на глазах слезы умиления. Богомольцев на торжество стеклось очень много, даже из отдаленных местностей. Не помешал любителям церковных торжеств и слух о появившейся холере в некоторых приходах Оханского уезда. Благодарение Богу, день освящения храма прошел благополучно, не было ни одного холерного случая, хотя и можно было опасаться за народное здоровье, по многолюдству сошедшихся с разных сторон богомольцев.
Довольно съехалось к дню священников, диаконов и псаломщиков. Приятно раздавалось стройное хоровое пение в новоосвященном высоком храме. В конце литургии, по заамвонной молитве, благочинный сказал приличное торжеству слово…
Нельзя не отдать полной благодарности настоятелю Карагайской церкви; под его неусыпным надзором работа иконостаса выполнена вполне удовлетворительно, - общий вид иконостаса; иконная живопись благолепна".
На 1883 год количество прихожан карагайской церкви насчитывает 4 341 человек из 44 деревень.
В 1894 году на церковной усадьбе открывается Карагайская женская церковно-приходская школа. Заведующим школой и законоучителем назначается священник Михаил Михайлович Калачников. Пению обучает диакон Константин Иоаннов Накаряков. С 1904 года в школе работает учительницей и помогает заведующему школой Ираида Макаровна Семисынова, окончившая двухклассное училище. В 1898 - 1899 учебном году в школе число учащихся девочек доходило до 8, в 1902 - 26, в 1906 - 30. Кроме общеобразовательных предметов, в школе преподается рукоделие, которое преподает учительница А. Мартынова, работающая в школе с момента ее основания. Занятия по рукоделию ведутся от 3 до 4 часов.
Постепенно школа становится смешанной, где кроме девочек, начинают учиться мальчики.
В 1913 году при Карагайской церкви уже открыта Воскресная школа для взрослых, работает кружок любителей церковного пения, которой руководит священник Алексей Захаров. При храме, не первый год, существует певческий хор и общество трезвости. Карагайское общество трезвости для своих членов «сняло приличный дом, открыло тут чайную и читальню, преследуя не коммерческую цель, а чисто нравственную, чтобы народ, приезжая на базар, праздники, в посты говеть, могли иметь готовую квартиру, согреться в зимнее время, дешево напиться чаю и побеседовать между собою».
Учебные книги для учеников и письменные принадлежности высылаются Уездным отделением Епархиального Училищного Совета.
В 1913 году в храме ведется большой ремонт. «Снаружи проржавевшие на крыше листы железа заменены новыми, поставлены новые стропилы взамен сгнивших, обшиты листовым железом стены храма между шпилем и колокольней, исправлены и сделаны вновь водосточные трубы, окрашены краской крыша и рамы в куполе, весь храм снаружи обелен известью, в купол вставлены вентиляторы, позолочены кресты и главы храма, переделаны наружные боковые двери. Произведен небольшой ремонт и внутри храма, для увеличения тепла в холодной части храма сложена кирпичная в железо печь, а для сохранения тепла ветхие внутренние боковые двери заменены новыми, при этом в двери вставлены косяки, каковых ранее не было, а самыя двери обшиты кошмой и клеенкой на что израсходовано из сумм церкви согласно разрешения епархиального начальства 1 200 рублей».
В 1913 - 1914 учебном году в Карагайской церковно-приходской школе на трех отделениях обучается 37 ребятишек. Оханский уездный наблюдатель церковно-приходских школ священник Димитрий Патритьев в своем отчете пишет: «Школа посещена мною 26 ноября 1913 года. Школьное помещение очень удобное, светлое и теплое и сравнительно просторное, с общежитием для учащихся. Отец законоучитель дело преподавания ведет умело, а этим обуславливается и успеваемость. В жизни Карагайской школы замечается отрадное явление - число учащихся с каждым годом увеличивается и это благодаря тому, что школа из женской преобразована в смешанную».
Здание церковно-приходской школы ежегодно застраховано, так в 1916 году страховая сумма составила 2 000 рублей.
В 1916 году в школе обучаются 29 мальчиков и 23 девочки, всего 52 человека. В 1919 году уже 57 мальчиков и 46 девочек.
В середине тридцатых годов прошлого столетия храм закрыли, а святыни частично разграбили. «Голос» храма — колокола — были низвергнуты. Второй и третий уровни колокольни были разрушены, разобраны на кирпич.
Церковь закрыта 1 декабря 1935 года. Потому что из соседнего здания народного дома клуб переезжает в пустующее помещение церкви. Здесь начинается активная реконструкция. Оборудуется зрительный зал с балконом, сцена, билетная касса. С внешней стороны пристраивается кинобудка. В здании храма начинают проходить культурные мероприятия, комсомольские и районные собрания, показывают кино, проводят танцы и дискотеки. Теперь с бывшего церковного двора несутся совсем другие звуки…
В декабре 1972 года в круглом здании церкви, на втором этаже, отрывается народный музей. «Давнишняя мечта и желание старожилов, ветеранов партии и труда, пионеров и школьников осуществляется. Мы открываем свой музей» - говорит на открытии музея инициатор и краевед Николай Федорович Дудырев. В 1984 году здание церкви покидает Дом культуры, а в 1987 году переезжает и музей. в отдельное здание на улице Калинина. Благодаря нахождению в здании карагайской церкви дома культуры и музея удается сохранить здание, но тем не менее оно имеет разрушения.
В 1989 году храм отрывается для богослужений. Начинается восстановление храма: очищены помещения от мусора, оштукатурены и побелены потолки и стены, покрашены полы, отремонтирована крыша, приведена в порядок прилегающая территория.
В 1992 году церковь была возвращена верующим под именем Тихона Задонского.
С февраля 2003 года по настоящее время - настоятелем храма является протоиерей Лизан Иоанн Романович. В этом году на стену церкви возвращается закладная чугунная плита графов Строгановых, найденная ранее при разборе одного из жилых домов в селе. За этот период от нее откалывается и теряется небольшой фрагмент. Но она сохранена и занимает свое историческое место.
В 2015 году храму возвращают имя святителя Тихона Амафунтского. В настоящее время в храме проходят службы, отмечаются православные праздники. Храм Тихона Амафунтского является региональным объектом историко-культурного наследия.
С 2001 года и по настоящее время при храме обучаются дети в Воскресной школе. под руководством Валентины Михайловны Богдановой. С 2005 по 2009 годы школой руководила Татьяна Евстегнеевна Стельмашенко. С 2010 года по январь 2023 года Воскресную школу при храме возглавляет Ираида Гавриловна Коурова. В Воскресной школе изучаются дисциплины: Закон Божий, устройство православного храма и богослужение, церковнославянский язык, основы хорового и церковного пения, дополнительное образование - художественный труд.
Ежегодно 29 июня отмечается престольный праздник - день памяти святителя Тихона, епископа Амафунтского, чудотворца.
Для карагайского храма 2022 год был юбилейным. 200 лет назад, в 1822 году, была заложена церковь в селе Карагай. Июнь для храма – месяц особый.